# Ivan Løveridder
Ivan Løveridder er en folkebog fra middelalderen. Digtet er en oversættelse af et svensk digt som igen er baseret på Chretien de Troyes' digt om Yvain - en ridder fra Kong Arthus hof som drager på eventyr og undervejs redder en løve fra en drage, hvorefter løven følger og hjælper ham i fremtidige kampe.